# 클라크밭쥐
클라크밭쥐(Microtus clarkei)는 밭쥐속에 속하는 설치류의 일종이다. 중국 남부와 미얀마 북부 지역에서 발견된다. 침엽수림과 고산 목초지에서 서식한다.

## 특징
몸통 길이가 11.4~13.4cm이고 꼬리 길이가 6.2~6.7cm이다. 뒷발 길이는 19~21mm, 귀 길이는 12~15mm이다. 겉모습이 갈밭쥐와 아주 유사하지만 등쪽 털 색이 덜 누르스름하고 좀더 적갈색을 띤다. 등쪽은 바탕이 회색이고 털 끝이 은색이다. 꼬리 윗면은 갈색이지만 아랫면은 칙칙한 흰색이다. 발 등과 손또 회색빛 흰색을 띤다.

## 생태
클라크밭쥐의 습성에 대한 정보는 거의 알려져 있지 않다. 해발 3,400m와 4,290m 사이의 산악 지대 침엽수림 하부에서 서식한다. 숲 가장자리 지역에서는 좀더 앞이 트인 지역으로 나올 수도 있다.

## 분포
중국 남쪽 지역부터 미얀마 북쪽 지역까지 분포한다. 중국에서 윈난성 서부와 남부, 티베트 자치구 남동부 지역에서 발견된다.